# Station Blija

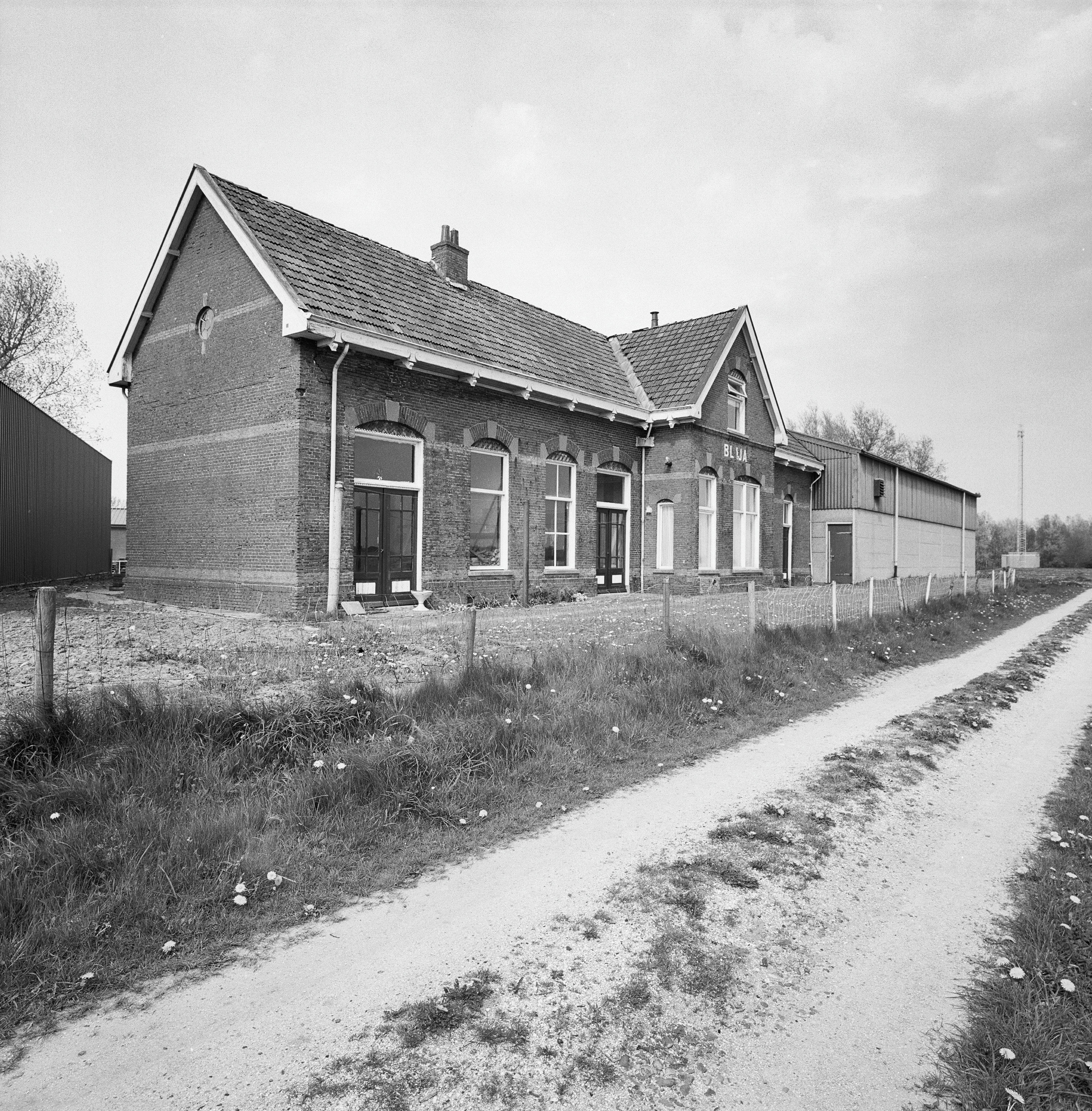
Het voormalige Station Blija in 2000.

Station Blija (Blij) was een stopplaats aan de voormalige spoorlijn Leeuwarden - Anjum. De stopplaats van Blija werd geopend op 22 april 1901 en gesloten op 1 december 1940.
Dit station is gebouwd naar het stationsontwerp met de naam Standaardtype NFLS, die voornamelijk werd gebruikt voor verschillende spoorwegstations in Friesland. Het station Blija viel binnen het type NFLS halte 2e klasse.
Anno 2020 bevindt het  voormalige station zich aan de Stationsweg 47.